# Krankenhaus Buchen

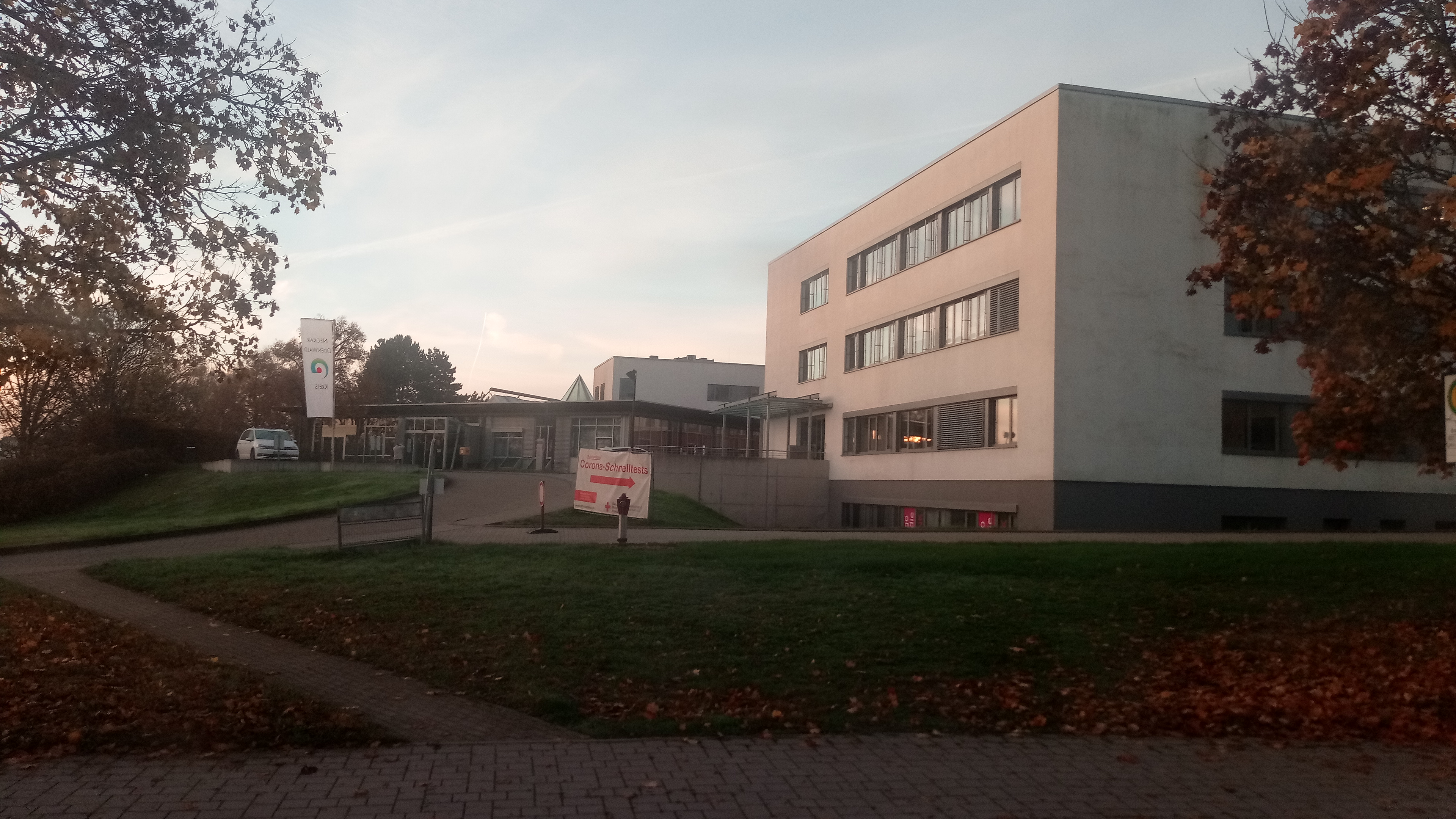
Kreiskrankenhaus Buchen

Das Krankenhaus Buchen (auch Neckar-Odenwald-Kliniken Standort Buchen, ehemals Kreiskrankenhaus Buchen) ist ein Krankenhaus in Buchen (Odenwald). Das Buchener Krankenhaus, dessen Einzugsgebiet den nordöstlichen Teil des Neckar-Odenwald-Kreises umfasst, bietet seine Leistungen überregional an und weist 195 Betten, 10 medizinische Fachkliniken und zwei Kompetenzzentren auf. Im Krankenhaus versorgen etwa 400 Mitarbeiter jährlich etwa 7500 stationäre Patienten. Daneben werden jährlich etwa 1000 ambulante Operationen durchgeführt.
Das Krankenhaus Buchen wird seit 2007 als Standort der Neckar-Odenwald-Kliniken in der Trägerschaft des Neckar-Odenwald-Kreises geführt.

## Geschichte
Das Krankenhaus wurde 1968 als Nachfolge-Institution des früheren städtischen Krankenhauses eröffnet. Es liegt westlich des Stadtkernes von Buchen an der Straße nach Unterneudorf. Seit dem Jahr 2000 besteht im Buchener Krankenhaus eine direkte bauliche Verbindung zur Dialysepraxis Dr. Wunderle. 
Zum 11. Juli 2007 wurde die Neckar-Odenwald-Kliniken gGmbH gegründet, in der die als Regiebetrieb geführten Standorte Krankenhaus Buchen und Krankenhaus Mosbach, die Geriatrie Mosbach und das Altersheim Hüffenhardt zusammengefasst wurden. Daneben wurde im Jahr 2007 am Buchener Krankenhaus ein Demenz-Zentrum gegründet.

## Medizinische Ausrichtung

### Fachkliniken
In Buchen werden folgende Fachbereiche vorgehalten:
- Klinik für Innere Medizin mit den Disziplinen Gastroenterologie und Kardiologie
- Klinik für Allgemeinchirurgie, Viszeralchirurgie und Gefäßchirurgie
- Klinik für Orthopädie und Unfallchirurgie
- Klinik für Gynäkologie und Geburtshilfe
- Interdisziplinäres Bauchzentrum
- Klinik für Anästhesiologie und Intensivmedizin
- Klinik für Wirbelsäulenchirurgie
- Urologische Belegabteilung
- Hals-Nasen-Ohren-Heilkunde Belegabteilung
- Augenärztliches Operationszentrum Belegabteilung

### Angebundene Zentren
Dialysezentrum
Die an das Krankenhaus angebundene Dialysepraxis Dr. Wunderle des Dialysezentrums Bad Mergentheim/Igersheim verfügt über 16 Plätze. Dadurch können bei Nierenversagen auch stationäre und Intensiv-Patienten behandelt werden.
Demenz-Zentrum
Auf dem Gelände am Buchener Krankenhauses besteht ein Demenz-Zentrum in privater Trägerschaft, dessen Betrieb als Landesmodell gedacht ist. Es war eine der ersten Wohnanlagen bundesweit nach dem Modell des betreuten Wohnens. Das Demenz-Zentrum verfügt über 70 Plätzen und zwölf Einheiten für betreutes Wohnen.

## Rettungswache
Eine Rettungswache des DRK-Kreisverbandes Buchen mit Notarztstandort stellt die notfallmedizinische Versorgung für die Umgebung sicher.